# Pawn
Pawn är ett 32-bitars skriptspråk som används för att modifiera till exempel SA:MP-servrar. Pawn är ett ganska lätt och enkelt skriptspråk som liknar C en hel del. Det används genom att det "byggs in" i andra program, så som SA:MP, Quake och AMX Mod X. En omgjord version mer liknande C++ vid namn SourcePawn används inbyggd i SourceMod.

## Syntax
Det Pawn gör är att utföra olika funktioner under olika "händelser" (callbacks). Exemplet nedan skriver ut orden "Hello, World!".
```
main()
{
   print("Hello, World!");
}

```